# Alwin Kuhn
Alwin Kuhn (* 13. Januar 1902 in Berlin; † 30. Juni 1968 in Innsbruck) war ein deutscher Romanist und Sprachwissenschaftler.

## Leben und Werk
Nach Abitur in Chemnitz und Brotberuf im Handelswesen von 1921 bis 1926 studierte Kuhn von 1927 bis 1931 romanische und englische Philologie in Tübingen (bei Gerhard Rohlfs), Bonn (bei Wilhelm Meyer-Lübke) und Leipzig (bei Walther von Wartburg und Theodor Frings). 1931 promovierte er bei Wartburg über Die französische Handelssprache im 17. Jahrhundert (Leipzig 1931) und habilitierte sich 1935 ebenfalls in Leipzig mit Der hocharagonesische Dialekt (in: Revue de linguistique romane 11, 1935). 
Er wurde 1938 außerordentlicher Professor in Freiburg i.Br., 1940 als Nachfolger von Friedrich Schürr Ordinarius für romanische Philologie in Marburg und 1952 als Nachfolger von Josef Brüch Ordinarius in Innsbruck, wo er 1957 bis 1958 Dekan der Philosophischen Fakultät war. Kuhn lieferte über 150 Artikel für das Französische Etymologische Wörterbuch und betreute 30 Jahre lang die bibliographischen Supplementbände der Zeitschrift für romanische Philologie. In Innsbruck wurden unter seiner Leitung zahlreiche Dissertationen zum Rätoromanischen verfasst. 
Kuhn war Mitglied der Österreichischen Akademie der Wissenschaften (ab 1958) und, nach Gastprofessuren 1960 und 1963 in Ann Arbor, der Michigan Academy of Sciences (ab 1963). Kuhn starb im Alter von 66 Jahren.

## Weitere Werke
- El aragonés, idioma pirenaico. Madrid 1950
- Die romanischen Sprachen. Bern 1951
- Wilhelm Meyer-Lübke. In: Thomas A. Sebeok (Hrsg.): Portraits of linguists. A biographical source book for the Western Linguistics, 1746–1963. Band 2, Westport 1966, S. 174–182